# Актобе (Шетский район)
Актобе (каз. Ақтөбе) — село в Шетском районе Карагандинской области Казахстана. Входит в состав Аксу-Аюлинского сельского округа. Код КАТО — 356430300.

## Население
В 1999 году население села составляло 226 человек (123 мужчины и 103 женщины). По данным переписи 2009 года, в селе проживало 157 человек (80 мужчин и 77 женщин).

## Уроженцы
- Аубакиров, Яхия Аубакирович